# Ahmed Al-Mousa
Ahmed Al-Mousa (La Meca, Arabia Saudita, 27 de enero de 1981) es un exfutbolista de Arabia Saudita que jugaba en la posición de centrocampista.

## Carrera

### Club
| Periodo   | Club           |
| --------- | -------------- |
| 2001-2006 | Ittihad FC     |
| 2007-2012 | Al-Wahda Mecca |
| 2012–2013 | Al-Fateh SC    |

### Selección nacional
Jugó para Arabia Saudita en 21 ocasiones de 2007 a 2013 y anotó 3 goles; participó en la Copa Asiática 2007.

## Logros
- Liga Profesional Saudí (1): 2012-13
- Supercopa de Arabia Saudita (1): 2013

## Estadísticas

### Goles con selección nacional
| # | Fecha     | Sede                                | Rival      | Resultado | Torneo                             |
| - | --------- | ----------------------------------- | ---------- | --------- | ---------------------------------- |
| 1 | 18-7-2007 | Gelora Sriwijaya Stadium, Palembang | Baréin     | 4-0       | Copa Asiática 2007                 |
| 2 | 22-7-2007 | Gelora Bung Karno Stadium, Yakarta  | Uzbekistán | 2-1       | Copa Asiática 2007                 |
| 3 | 8-1-2009  | Royal Oman Police Stadium, Mascate  | Yemen      | 6-0       | Copa de Naciones del Golfo de 2009 |